# Gertschosa
Gertschosa Platnick & Shadab, 1981 è un genere di ragni appartenente alla famiglia Gnaphosidae.

## Distribuzione
Le quattro specie note di questo genere sono diffuse in America centrale e USA:.

## Tassonomia
Le caratteristiche di questo genere sono state determinate dallo studio degli esemplari tipo di Poecilochroa concinna Simon, 1895.
Non sono stati esaminati esemplari di questo genere dal 2007.
Attualmente, a settembre 2015, si compone di quattro specie:
- Gertschosa amphiloga (Chamberlin, 1936) — USA, Messico
- Gertschosa cincta (Banks, 1929) — Panama
- Gertschosa concinna (Simon, 1895)[2] — Messico
- Gertschosa palisadoes Platnick & Shadab, 1981 — Giamaica

### Sinonimi
- Gertschosa cingulata (Roewer, 1933); trasferito dal genere Poecilochroa e posto in sinonimia con G. concinna (Simon, 1895) a seguito di uno studio degli aracnologi Platnick & Shadab (1981b)[1].
- Gertschosa nigra (Chickering, 1949); trasferito dal genere Cesonia e posto in sinonimia con G. cincta (Banks, 1929) a seguito di uno studio degli aracnologi Platnick & Shadab (1981b)[1].